# Archischoenobius
Archischoenobius là một chi bướm đêm thuộc họ Crambidae. Các loài trong chi này đều là loài đặc hữu của Trung Quốc.

## Các loài
- Archischoenobius minumus Chen, Song & Wu, 2007
- Archischoenobius nanlingensis Chen, Song & Wu, 2007
- Archischoenobius nigrolepis Chen, Song & Wu, 2007
- Archischoenobius pallidalis (South in Leech & South, 1901)